# Юренко Олесь
Олесь (Олександр) Степанович Юренко (23 квітня 1912, Миколаїв — 21 квітня 1990, Полтава) — український радянський поет і журналіст, член Спілки радянських пистменників України з 1949 року.

## Біографія
Народився 23 квітня 1912 року в місті Миколаєві (нині Україна) у робітничій сім'ї. У 1932 році закінчив Полтавський індустріальний технікум. Працював на будівництві блюмінгу в Дніпродзержинську. З 1934 року учителював, працював у редакції районної газети, був директором Літературно-меморіального музею Максима Горького у селі Мануйлівці.
З початку німецько-радянської війни і до кінця 1946 року служив у Червоній армії, був на політроботі. Після демобілізації працював у редакціях газет «Зоря Полтавщини» й «Радянська Україна», очолював літературне об'єднання «Ворскла», що виросло з літературного гуртка, утвореного при газеті «Зоря Полтавщини» у 1947 році. З 1958 до 1966 року — відповідальний секретар Полтавської філії Спілки письменників України та редактор альманаху «Полтава». Був членом КПРС.
Один з організаторів та перший директор музею Давида Гурамішвілі в Миргороді.
Помер у Полтаві 21 квітня 1990 року. Похований у Полтаві.

## Творчість
Його перу належать збірки поезій «Полтавське літо» (1953), «В тополинім краю» (1959), «Неспокійні стежки» (1961), збірка оповідань «Ганнуся» (1965) та інше.